# Горный Эйвинд и его жена
«Горный Эйвинд и его жена» (швед. Berg-Ejvind och hans hustru) — немой чёрно-белый фильм Виктора Шёстрёма. Фильм является экранизацией романа исландского писателя Йоханна Сигюрйоунссона.

## Сюжет
Действие происходит в далёкой средневековой Исландии — таинственной Туле, затерянной во льдах между Европой и Америкой.
Человек по имени Кари, по виду бродяга, блуждает по равнинным лугам Исландии. Он встречает пастуха, который ведёт его к своей хозяйке, богатой фермерше Халле (Эдит Эрастова), властно управляющей огромным хозяйством и множеством батраков. Она нанимает Кари батраком на ферму, влюбляется в него и делает управляющим своего имения.
Халла отклоняет предложение пожилого, толстого и бородатого бургомистра селения. Ревнивый бургомистр подозревает о любви Халлы к Кари. Один из селян в церкви признаёт в Кари преступника Эйвинда, осуждённого в прошлом. Чтобы избежать ареста, он убегает в горы, и Халла не оставляет его.
Проходит несколько лет. Влюблённые живут в диком уголке — около бурного ручья и гейзера вместе с маленьким сыном. Они превратились в «робинзонов» и счастливы вне законов и общества. Но пастухи их обнаружили. И бургомистр — отвергнутый жених — снарядил целую экспедицию, чтобы их поймать. Отряд нагрянул неожиданно для счастливой четы. Отец и мать убивают мальчика, чтобы он не попал живым в руки врагов, и сбрасывают его в поток с огромной высоты. Затем после схватки с бургомистром оба уходят ещё дальше в горы.
Прошло много лет. Любовники состарились. Полярная зима царит в горах Исландии. Они нашли прибежище в уютной хижине среди гор и вновь переживают свои старые горести, гибель ребёнка; они озлоблены, они думают о своем одиночестве, о своей неудачной жизни. Час расплаты за грехи близится. Они решили покончить с собой: разражается ужасная снежная буря, они ищут в ней смерти.

## В ролях
- Виктор Шёстрём — Эйвинд
- Эдит Эрастова — Халла